# 二宮洸三
二宮 洸三（にのみや こうぞう、1935年8月1日 - ）は、日本の気象学者。学位は、理学博士（1968年）。元気象庁長官。

## 経歴
新潟県柏崎市出身。1958年東京大学理学部物理学科卒。1968年理学博士。1958年気象庁に入り、1974年気象研究所予報研究部第一研究室長、1978年電子計算室予報官、1980年同数値予報班長、1983年仙台管区気象台技術部長、1985年気象庁予報部数値予報課長、札幌管区気象台長、気象庁海洋気象部長、予報部長。1993年気象庁長官。1997年東京大学気候システム研究センター客員教授。2000年海洋研究開発機構特任上席研究員。2012年同退職。2005年藤原賞受賞。

## 著書
- 『集中豪雨の話』出光書店 1975
- 『雨とメソ・システム 集中豪雨のメカニズムを探る』東京堂出版 気象学のプロムナード 1981
- 『気象予報の物理学』オーム社 1998
- 『気象と地球の環境科学』オーム社 1999
- 『気象がわかる数と式』オーム社 2000
- 『豪雨と降水システム』東京堂出版 2001
- 『図解気象の基礎知識』オーム社 2002
- 『数値予報の基礎知識』オーム社 2004
- 『気象解析の基礎』オーム社 2005
- 『気象がわかる数式入門』オーム社 2006
- 『日本海の気象と降雪』成山堂書店 気象ブックス 2008
- 『防災・災害対応の本質がわかる本』オーム社 2011

### 共編著
- 『アウトドアお天気ハンドブック いつでもどこでも役立つ』林宏典共著 池田書店 1996
- 『図解気象の大百科』新田尚,山岸米二郎共編 オーム社 1997
- 『わかりやすい気象の用語事典』山岸米二郎, 新田尚共編 オーム社 1999
- 『数値予報と現代気象学』新田尚, 山岸米二郎共著 東京堂出版 2009
- 『気象予報士合格ハンドブック』気象予報技術研究会編 新田尚,山岸米二郎共編集主任 朝倉書店 2010

## 論文
- <二宮洸三